# Liste der Stolpersteine in Liebenburg

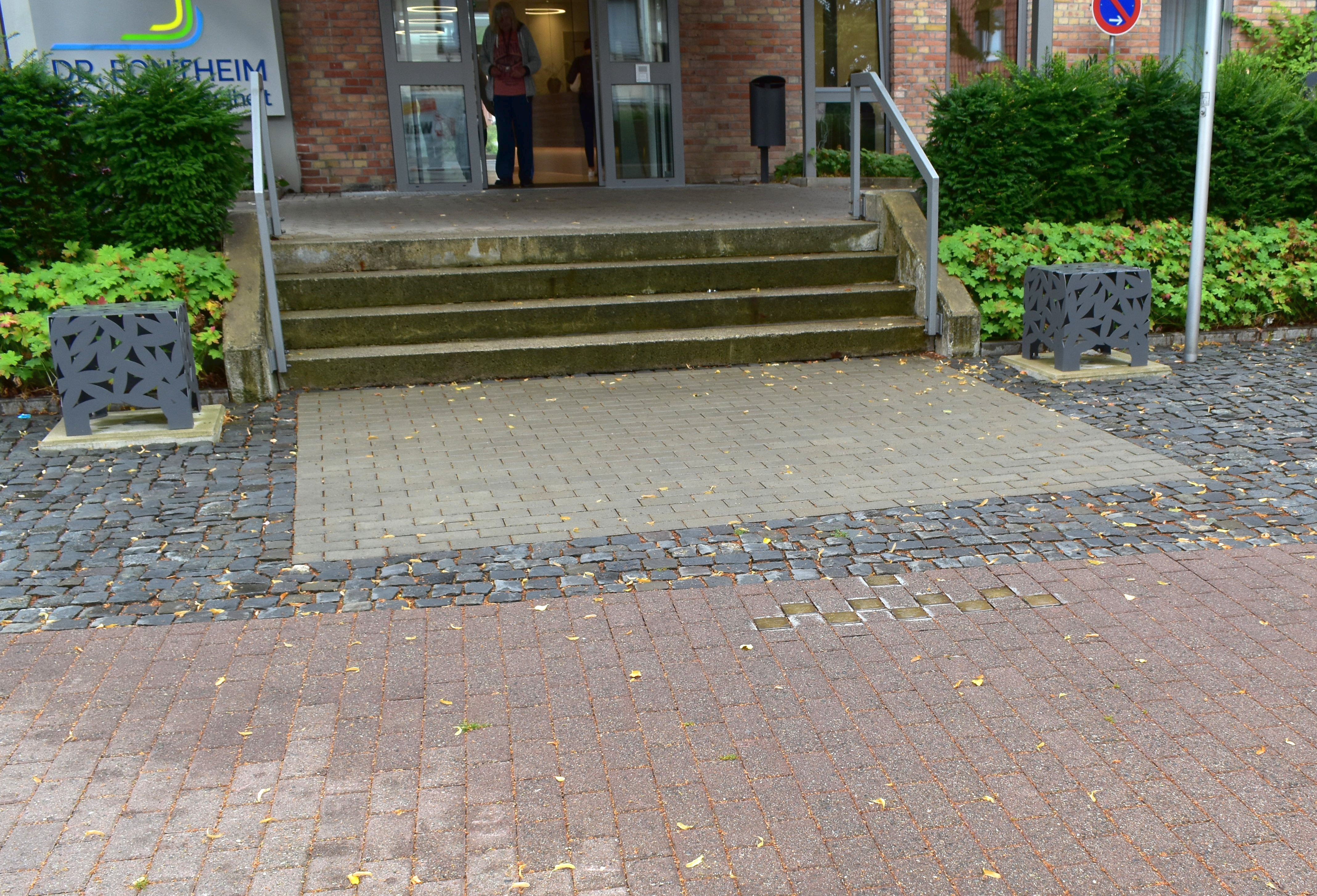
Lage der Stolpersteine vor dem Klinikeingang

Die Liste der Stolpersteine in Liebenburg enthält alle Stolpersteine, die im Rahmen des gleichnamigen Kunst-Projekts von Gunter Demnig in Liebenburg verlegt wurden. Mit ihnen soll der Opfer des Nationalsozialismus gedacht werden, die in Liebenburg lebten und wirkten. Bei einer Verlegung im Januar 2012 wurden zehn Stolpersteine verlegt. (Stand: Juni 2019)

## Liste der Stolpersteine
| Bild                                       | Person, Inschrift | Adresse                            | Verlegedatum  | Anmerkung |
| ------------------------------------------ | --- | ---------------------------------- | ------------- | --- |
| Liebenburg Stolperstein Infostein          | 21.9.1940 neun Patientinnen werden ’verlegt’ Heilanstalt Wunstorf Zwischenanstalt Berlin-Buch ermordet am 27.9.1940 in Landes-Pflegeanstalt Brandenburg Aktion T4 | Lindenstraße 15 (Eingang Klinik) · | 22. Jan. 2012 | Der zuoberst angeordnete Stolperstein in dieser Stolperstein-Installation beschreibt, welches Schicksal alle weiter genannten Patientinnen der Pflegeanstalt Dr. Fontheim in Liebenburg gemeinsam hatten. Alle neun Frauen wurden am 21. September 1940 in die Heilanstalt Wunstorf transportiert und kamen über die Heilanstalt Berlin-Buch in die Tötungsanstalt Brandenburg, wo sie bei Ankunft am 27. September 1940 in der Aktion T4 ermordet wurden. |
| Liebenburg Stolperstein Bloch, Ida         | Ida Bloch Jg. 1886 überwiesen von der Pflegeanstalt Osnabrück 18.12.1928                                                                                          | Lindenstraße 15 (Eingang Klinik) · | 22. Jan. 2012 | Ida Bloch wurde am 19. März 1886 in Sulingen geboren. |
| Liebenburg Stolperstein Drack, Sabine      | Sabine Drack Jg. 1889 überwiesen von der Pflegeanstalt Bedburg-Hau 25.11.1939                                                                                     | Lindenstraße 15 (Eingang Klinik) · | 22. Jan. 2012 | Sabine Drack wurde am 20. Mai 1889 in Warschau geboren. |
| Liebenburg Stolperstein Leeser, Julchen    | Julchen Leeser Jg. 1874 überwiesen von der Pflegeanstalt Osnabrück 15.11.1929                                                                                     | Lindenstraße 15 (Eingang Klinik) · | 22. Jan. 2012 | Julchen Leeser wurde am 25. Juli 1874 in Rhede geboren. |
| Liebenburg Stolperstein Rosenthal, Sophie  | Sophie Rosenthal Jg. 1888 überwiesen von der Pflegeanstalt Lüneburg 30.3.1926                                                                                     | Lindenstraße 15 (Eingang Klinik) · | 22. Jan. 2012 | Sophie Rosenthal wurde am 9. Januar 1888 als Sophie Cohn in Kirchdorf geboren. Sie war eine verheiratete Rosenthal. |
| Liebenburg Stolperstein Schönthal, Sophie  | Sophie Schönthal Jg. 1894 überwiesen von der Pflegeanstalt Osnabrück 3.12.1926                                                                                    | Lindenstraße 15 (Eingang Klinik) · | 22. Jan. 2012 | Sophie Schönthal wurde am 22. Januar 1894 in Berum geboren. |
| Liebenburg Stolperstein Steinberg, Johanne | Johanne Steinberg Jg. 1878 überwiesen von der Pflegeanstalt Göttingen 2.8.1907                                                                                    | Lindenstraße 15 (Eingang Klinik) · | 22. Jan. 2012 | Johanne Steinberg wurde am 27. Januar 1878 in Einbeck geboren. Für sie wurde auch in Einbeck ein Stolperstein verlegt. |
| Liebenburg Stolperstein Tasse, Elsa        | Elsa Tasse Jg. 1886 überwiesen von der Pflegeanstalt Hildesheim 13.9.1927                                                                                         | Lindenstraße 15 (Eingang Klinik) · | 22. Jan. 2012 | Else Tasse wurde am 5. Dezember 1885 in Calvörde geboren. |
| Liebenburg Stolperstein Weil, Ernestine    | Ernestine Weil Jg. 1893 überwiesen von der Pflegeanstalt Hildesheim 9.7.1934                                                                                      | Lindenstraße 15 (Eingang Klinik) · | 22. Jan. 2012 | Ernestine Weil wurde am 6. Februar 1893 in Lwow (dt. Lemberg) geboren. |
| Liebenburg Stolperstein Windmüller, Anna   | Anna Windmüller Jg. 1900 überwiesen von der Pflegeanstalt Wunstorf 19.7.1938                                                                                      | Lindenstraße 15 (Eingang Klinik) · | 22. Jan. 2012 | Anna Windmüller wurde am 9. Februar 1900 in Hameln geboren. Sie war geistig behindert und lebte deshalb in einer Pflegeeinrichtung. |

## Verlegungen
- 22. Januar 2012: zehn Stolpersteine an einer Adresse.[13]